# 北海道木古内高等学校
北海道木古内高等学校（ほっかいどうきこないこうとうがっこう、Hokkaido Kikonai High School）は、かつて北海道上磯郡木古内町にあった公立（道立）の高等学校である。

## 沿革
- 1951年 - 北海道木古内高等学校として開校
- 1952年 - 知内分校を設置
- 1953年 - 知内分校が北海道知内高等学校（知内村立）として独立
- 1957年 - 道立に移管
- 2008年 - 商業科閉科
- 2010年 - 生徒募集停止
- 2012年 - 閉校。3月1日に最後の卒業式が行われ、61年間で7,454人を輩出した[1]。
- 2013年1月16日 - 跡地に木古内町立木古内中学校が移転[2]

## アクセス
- 北海道旅客鉄道・道南いさりび鉄道「木古内駅」より徒歩3分